# H. Berthold AG
Das Unternehmen H. Berthold AG, genannt auch Berthold AG, wurde 1858 von Hermann Berthold in Berlin als „Institut für Galvanotypie“ gegründet und 1896 in eine Aktiengesellschaft umgewandelt. Zu Beginn stellte das Unternehmen Messinglinien her und führte galvanoplastische Arbeiten für den Buchdruck durch. Später kam die Schriftgießerei hinzu und das Unternehmen wurde in den 1920er Jahren zur weltweit größten Schriftgießerei. Später produzierte die H. Berthold AG Geräte für den Fotosatz, ein Kernbestandteil des Unternehmens blieb jedoch stets die Schriftenproduktion. 1993 musste die H. Berthold AG aufgrund Überschuldung Konkurs anmelden und wurde mit Beschluss des Berliner Konkursgerichtes liquidiert.

## Der Gründer Hermann Berthold

Hermann Berthold

1858 gründete Hermann Berthold ein Institut für Galvanotypie in der Berliner Wilhelmstraße 1, das sich mit der Verstählung von Kupferplatten und galvanoplastischen Arbeiten für den Buchdruck befasste. Ab 1861 arbeitete Berthold für drei Jahre mit G. Zechendorf zusammen und gliederte dem Betrieb eine Schriftgießerei, eine Messinglinienfabrik und eine Werkstatt für Stereotypie an. Das Unternehmen hieß in dieser Zeit „Zechendorf & Berthold“. Nach der Trennung von Zechendorf konzentrierte sich Berthold auf Messinglinien, Galvanoplastik und Werkzeugherstellung. 1868 zog die Fabrik in einen Neubau hinter dem Haus Belle-Alliance-Straße 88 (heute Mehringdamm 43). In dieser Zeit erfand er unter anderem den Keilhebelverschluss am Winkelhaken. Das Unternehmen baute die Messinglinienproduktion aus und stellte als erstes Linien in Achtelpetitstärke her. Berthold führte ab 1878 mit dem Typometer das deutsche Normalsystem für die Schrifthöhe ein. Fortan verwendeten die Druckereien Schriftmaterial in einheitlicher Höhe und Berthold konnte einen einheitlichen Markt beliefern. Der Gründer Hermann Berthold gab die Leitung seines Unternehmens am 14. März 1888 an seinen Nachfolger Alfred Selberg ab.

## Entwicklung der Aktiengesellschaft

Original-Aktie der H. Berthold AG (März 1988)

Selberg leitete das Unternehmen bis 1891. Sein Nachfolger wurde Balthasar Kohler, der dem Betrieb seit 1880 angehörte und ihn in eine Kommanditgesellschaft umwandelte, die „H. Berthold Messinglinienfabrik und Schriftgießerei“ hieß. 1894 wurde in Berlin das Nachbargrundstück Belle-Alliance-Straße 87 (heute Mehringdamm 45) gekauft, um ein Jahr später darauf einen Erweiterungsbau zu errichten. Am 11. März 1896 wurde das Unternehmen in eine Aktiengesellschaft – die Hermann Berthold AG – umgewandelt. Balthasar Kohler wurde ihr Direktor. 

H. Berthold Messinglinienfabrik und Schriftgießerei am Mehringdamm 43 war von 1868 bis 1978 Produktionsstandort, jetzt Mehringhof genannt

Das Unternehmen Berthold betrieb eine stetige Politik des Expandierens und des Aufkaufens. Zahlreiche Schriftgießereien im In- und Ausland wurden übernommen. In Deutschland wurden Zweigniederlassungen gegründet und Betriebe erweitert. Den Anfang machte 1893 der Kauf der Schriftgießerei Gustav Reinhold, durch deren Geschäftsbeziehungen zum Ausland Kontakte nach Dänemark, Schweden und Finnland geknüpft wurden. Reinhold wurde auch Teilhaber der Gesellschaft und Mitglied des Vorstands. Vier Jahre danach erwarb man die Schriftgießerei Bauer & Co. in Stuttgart und gliederte ihr eine Messinglinienfabrik an.
Weitere Ankäufe erfolgten 1900 mit der Gießerei Georg Russ & Co. in St. Petersburg, einer Gießerei in Moskau im Jahr 1901 und der Gießerei Rust & Co. in Wien im Jahr 1905. Im Vorstand löste Oskar Jolles Reinhold ab. Im Inland wurde die Hauptfiliale in Berlin durch Neubauten mehrere Male vergrößert, zuletzt im Jahr 1910, als der dritte Neubau bezogen wurde. Mit der Gründung einer Zweigniederlassung in Leipzig-Paunsdorf im Jahr 1918 wurde das Unternehmen die damals weltweit größte Schriftgießerei. Die Zahl der lieferbaren Schriften nahm dabei zu, da mit dem Kauf der Gießereien auch ihr Schriftenprogramm mit übernommen wurde.
Im Jahr 1911 erschien die „Hauptprobe“ des Unternehmens, ein 850 Seiten starker Schriftmusterband im Oktav-Format. Er enthielt systematisch geordnet Schriftmuster aller lieferbaren Schriften.
Während des Ersten Weltkriegs musste auch Berthold Einschränkungen erfahren. Steigende Rohstoffpreise und Probleme bei der Energieversorgung schränkten die Produktion ein. Der Kontakt zu Filialen im Ausland riss teilweise ab. Bis 1916 wurden dennoch achtzehn neue Schriften erschaffen. 1917 wurde Erwin Graumann aus der aufgekauften Gießerei Gursch neuer Direktor von Berthold.
Im Jahr 1926 erwarb Berthold zusammen mit der Schriftgießerei D. Stempel AG die Wiener Schriftgießerei Poppelbaum. Die Unternehmen erweiterten ihre Zusammenarbeit, indem Stempel 50 % der Anteile an Bertholds Wiener Zweigunternehmen kaufte, im Gegenzug Berthold die Hälfte der Aktien der Ersten Ungarischen Schriftgießerei AG aus dem Besitz von Stempel übernimmt.
Nach weiteren Veränderungen im Vorstand (Oskar Jolles starb 1929, der 1918 dazu gekommene Erwin Graumann drei Jahre später) übernahmen 1932 Carl Graumann, Otto Krause und Curt Thier die Leitung des Unternehmens. 1938 war die Berthold AG eine der ganz wenigen Aktiengesellschaften, die noch zwei jüdische Aufsichtsratsmitglieder hatte: Heinz Pinner vom Ullstein-Verlag und Bernhard Merzbach von der gleichnamigen Bank. Im Zweiten Weltkrieg konnte der Umsatz bis 1944 stabil gehalten werden. Nachdem die Budapester Filiale verloren gegangen war, erhielt 1945 das Haupthaus in Berlin einen Bombentreffer, wodurch das gesamte Schriftenlager abbrannte. Noch im gleichen Jahr fingen die Standorte in Berlin und Stuttgart bereits wieder an, Messinglinien und Handsatztypen zu fertigen.

## Einstieg in die Fotosatztechnik

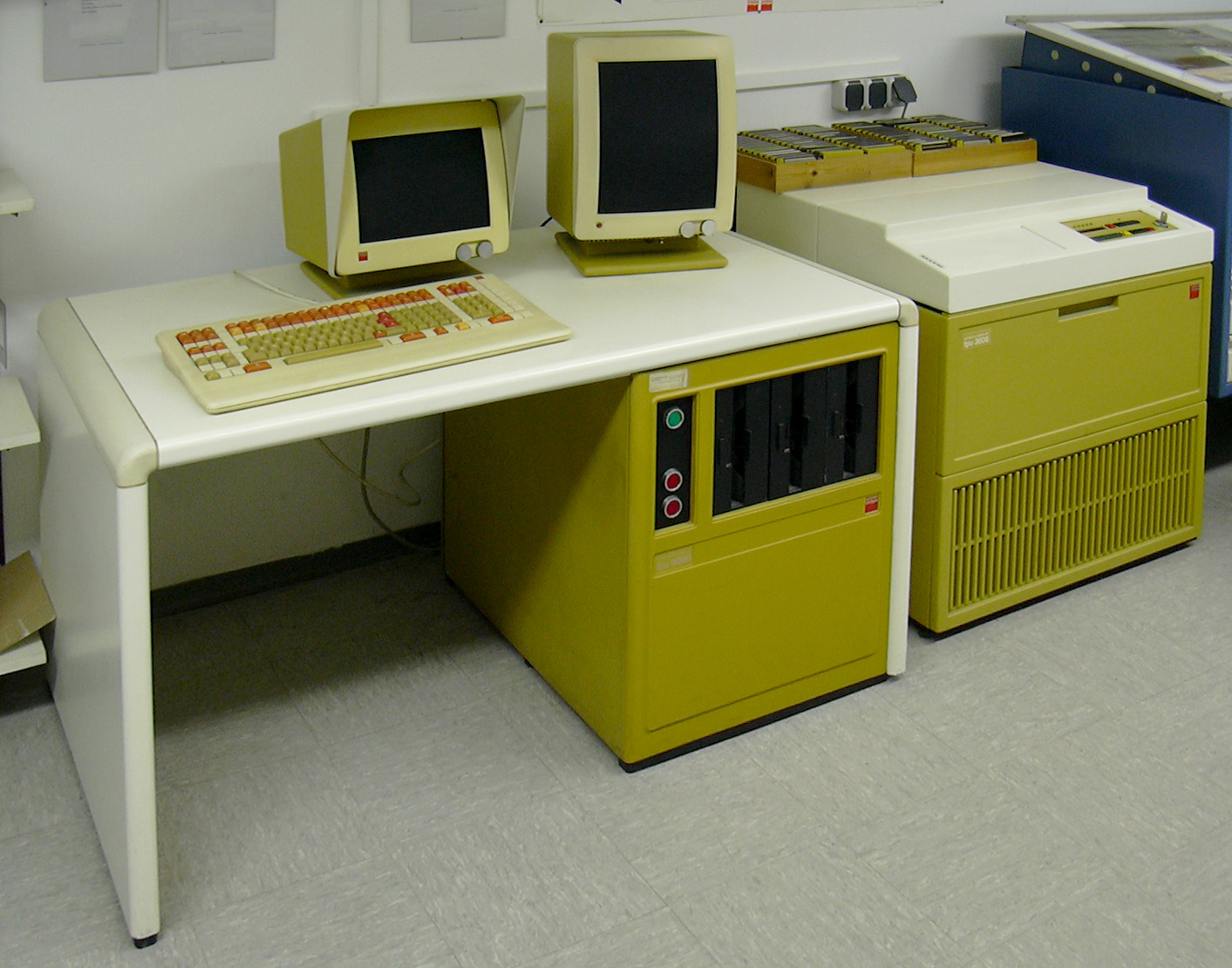
Berthold tps 6300-Erfassungsplatz (links) und tpu 3608-Belichter

Nach dem Tod von Krause und Graumann 1953 und 1956 wurde Curt Thier Direktor der Berthold AG. Das Unternehmen beschäftigte sich in den folgenden Jahren stärker mit der neuen Fototechnik. 1951 beteiligte man sich an der Hoh & Hahne Hohlux GmbH, deren Mitbegründer Berthold war. Dieses Unternehmen stellte Reproduktionsgeräte her. Die Entwicklung eigener Fotosatzmaschinen begann mit der Diatype. Ihr Prototyp wurde 1960 auf der Drupa vorgestellt. Berthold stellte weitere Generationen von Fotosatzgeräten her, zunächst mechanische mit Schriftschablonen (z. B. die Diatronic, 1967), später auch elektronisch gesteuerte (z. B. das ads, 1977). Zur Produktpalette gehörten auch Laserbelichter. Die Produktion von Messinglinien und Schriftmaterial für den Bleisatz wurde am 31. Oktober 1978 aufgegeben. Die eigenen Schriften wurden zu einem großen Teil auch für das neue Satzverfahren umgewandelt. 
Die H. Berthold AG war hauptsächlich als Anbieter von Schriften bekannt. Zur Zeit des Fotosatzes war sie jedoch eigentlich mehr eine Maschinenfabrik; der Hauptanteil des Umsatzes wurde mit dem Verkauf von Fotosetzmaschinen erzielt. 
Vorstandsmitglied der Aktiengesellschaft ab 1981 war der Diplom-Ingenieur Klaus J. Lindstedt (* 1937), der zuvor als Controller der Varta Batterie AG in Hannover tätig war. Ein Rückgang der Nachfrage nach Produkten der H. Berthold AG brachte die Firma gegen Ende des 20. Jahrhunderts in finanzielle Engpässe. Schließlich musste die H. Berthold AG 1993 aufgrund Überschuldung Konkurs anmelden und wurde mit Beschluss des Berliner Konkursgerichtes liquidiert.
Aus diesem Grund gab es keinen Rechtsnachfolger des Unternehmens, was dazu führte, dass verschiedenste Unternehmen diesen Status für sich beanspruchten und die lizenzierten Schriften der Berthold AG vertrieben. Vor allem über das Auktionshaus eBay wurden die Schriften zu Schleuderpreisen angeboten.

## Ausgewählte Schriften der Berthold AG
Für die H. Berthold AG waren viele auch später bekannte Schriftgestalter tätig. Unter anderem fertigten Adolf Behrmann, Louis Oppenheim, Günter Gerhard Lange, Bernd Möllenstädt, Georg Salden und Erik Spiekermann Schriften für die Firma.
- Akzidenz-Grotesk
- Arena
- Baskerville
- Berliner Grotesk
- Block
- Bodoni
- Boulevard

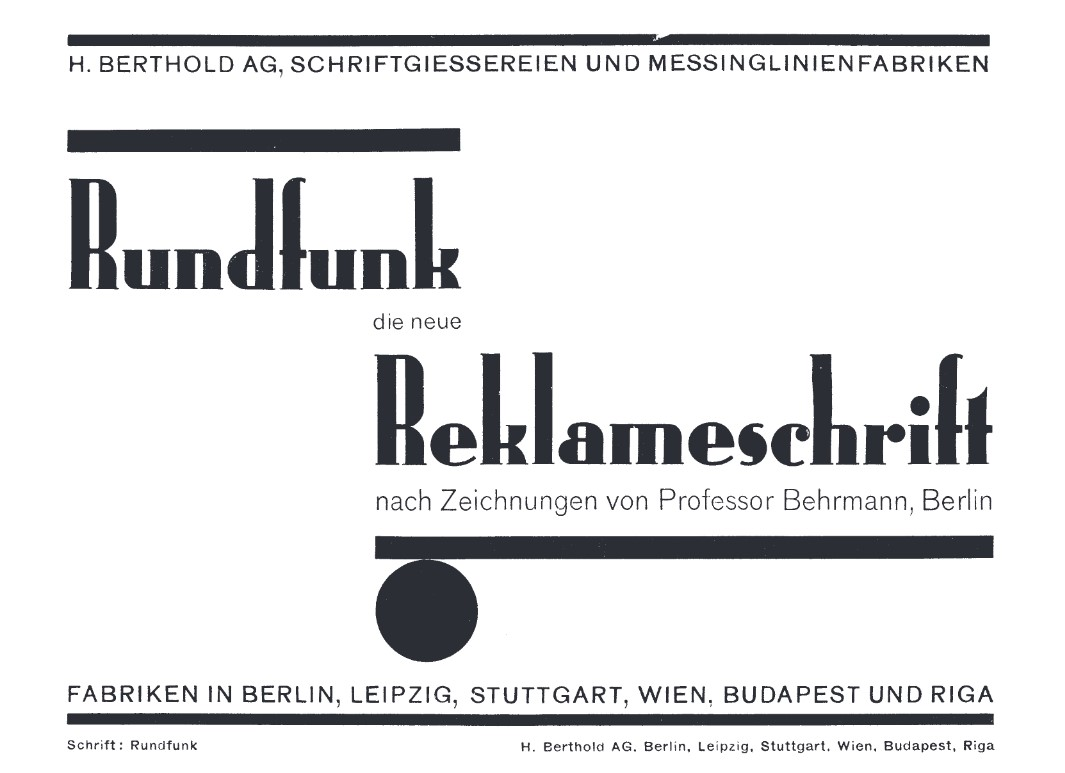
„Rundfunk“ nach Entwurf von Adolf Behrmann, um 1928

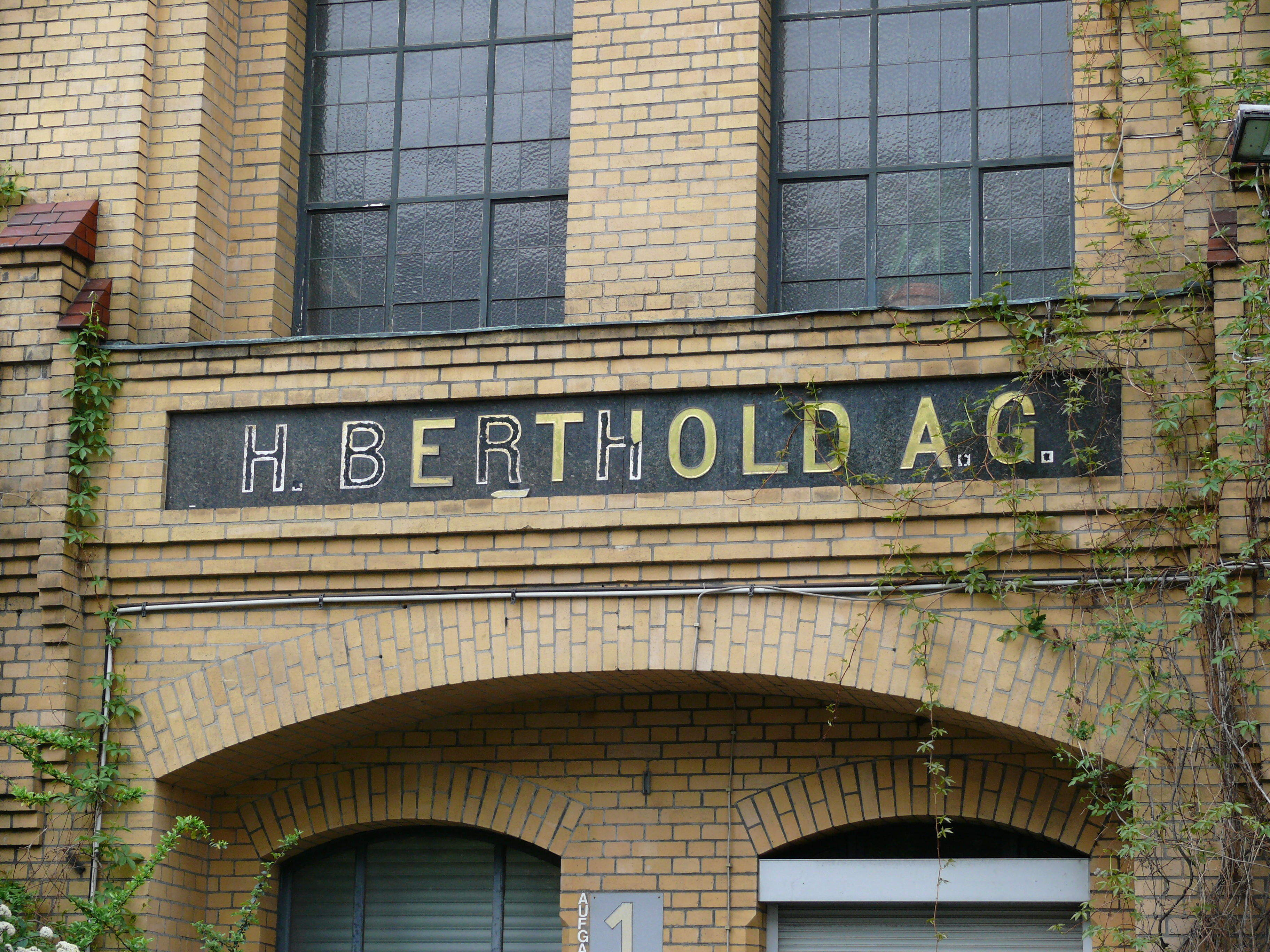
Schriftzug „H. Berthold A.G.“ im Mehringhof, Berlin-Kreuzberg

- Catull (Schriftart des früheren Google-Logos)
- Champion
- City
- Concorde
- Daphne
- Derby
- Formata
- Frank-Rühl-Hebräisch
- Imago
- LoType
- Solemnis
- Transit
- Walbaum